# Cortometraggio

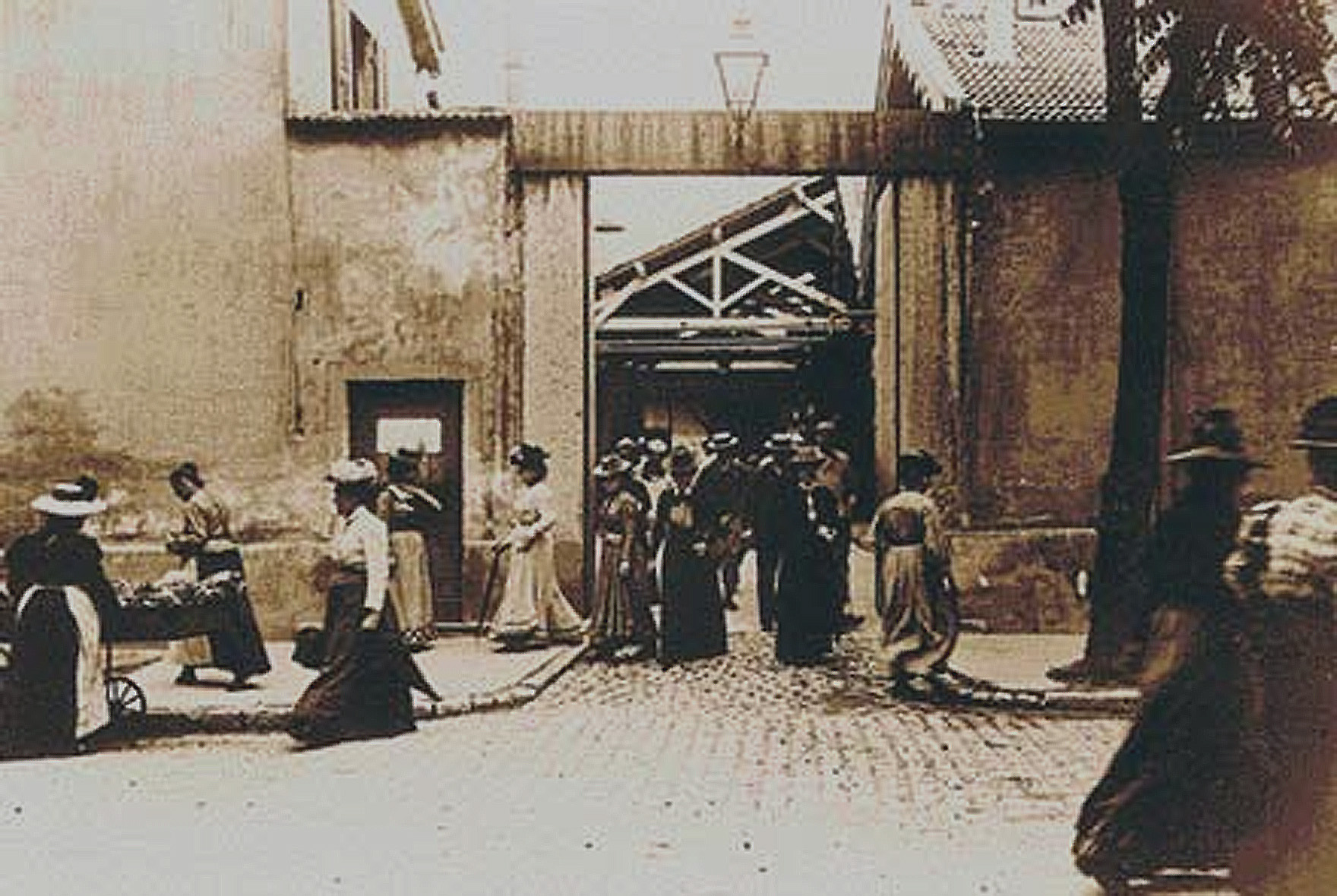
Fotogramma del film L'uscita dalle officine Lumière, ritenuto il primo film della storia e, per la durata di pochi secondi, anche il primo cortometraggio.

Un cortometraggio (o anche corto metraggio, corto o short) è un film di vario genere di breve durata.

## Storia

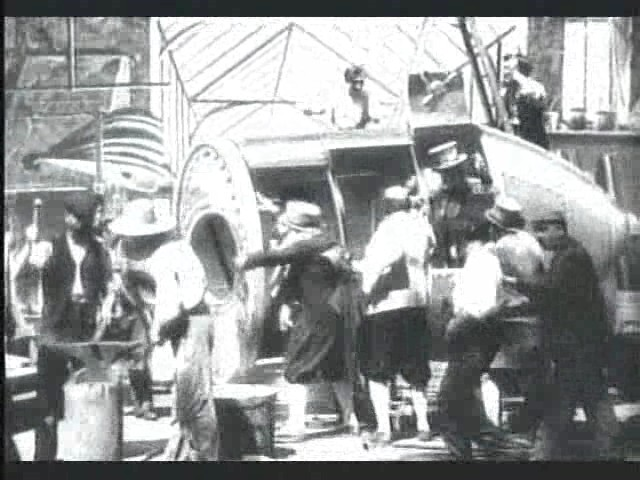
Fotogramma del film Viaggio nella Luna del 1902 di Georges Méliès

Tutti i film all'inizio della storia del cinema erano molto brevi, a volte anche sotto il minuto di durata. Dagli anni '10 del Novecento vennero realizzati i primi film di durata superiore ai dieci minuti. La prima serie di film fu presentata nel 1894 per mezzo del cinetoscopio, un dispositivo ideato da Thomas Edison destinato però solo alla visualizzazione individuale. Per i cinema vennero realizzati diversi cortometraggi comici, generalmente più numerosi rispetto ai lungometraggi di genere drammatico. Negli anni '20 con un biglietto si poteva accedere alla sala di proiezione per assistere oltre alle proiezioni di un lungometraggio anche ad altre opere come un secondo lungometraggio, una breve commedia, cartoni animati di 5/10 minuti, documentari di viaggio e cinegiornali. Il genere delle commedie brevi era particolarmente comune tanto da generare vere e proprie serie come ad esempio quella delle Simpatiche canaglie o quelle con il personaggio di Little Tramp di Charlie Chaplin. La nascente arte dell'animazione si sviluppò principalmente attraverso i cortometraggi e le principali società di produzione cinematografica avevano un reparto destinato allo sviluppo e alla produzione di cortometraggi animati e molte società, specialmente nell'era del muto producevano principalmente o solo cortometraggi.

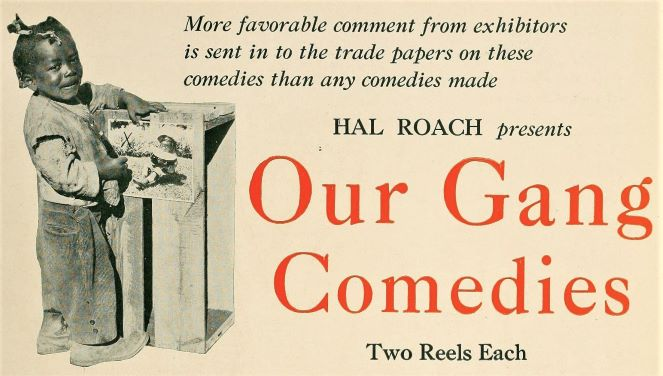
Manifesto pubblicitario della serie cinematografica Simpatiche canaglie del 1924

Negli anni '30 a causa della Grande depressione il sistema di distribuzione cambiò in molti paesi. Inizialmente il proprietario della sala cinematografica assemblava un programma di propria scelta con diversi film di diversa lunghezza e tipologia, successivamente le case di produzione invece fornirono alle sale un pacchetto incentrato su un film principale associato a un cartone animato e poco altro. Con l'ascesa della moda del doppio lungometraggio, i cortometraggi vennero progressivamente abbandonati tanto che, ad esempio, Hal Roach dopo il 1935 incominciò a impiegare Laurel e Hardy esclusivamente nei lungometraggi. Dal secondo dopoguerra in poi il cortometraggio divenne un mezzo usato da studenti, autori indipendenti e lavori speciali. I cortometraggi animati ebbero invece una vita più lunga grazie anche all'implementazione di tecniche di animazione economiche e all'ascesa della televisione. La Walt Disney Productions e Warner Bros. Cartoons furono fra le case più prolifiche nelle realizzazione di serie animate come Mickey Mouse e Sinfonie allegre la prima e Looney Tunes la seconda; la Warner produsse corti animati fino al 1969 mentre la MGM continuò la serie di Tom e Jerry fino al 1967 e Woody Woodpecker fino al 1972; il team creativo della MGM che si era occupato delle serie animate degli anni '40 e '50 costituì poi nel 1957 la Hanna-Barbera per produrre serie animate per la televisione. L'ultima serie animata prodotta per i cinema fu The Pink Panther che venne realizzata dal 1964 al 1980. Negli anni '60 comunque il mercato dei cortometraggi animati si era ormai spostato sulla televisione che trasmette anche i cortometraggi cinematografici dei decenni precedenti.
Dopo una lunga parentesi di stasi creativa e scarsità di produzioni, dagli anni ottanta i corti sono ritornati in auge anche grazie all'istituzione di concorsi e festival cinematografici a loro riservati come ad esempio il Festival di Clermont-Ferrand che permettono di fare arrivare i cortometraggi al pubblico. I cortometraggi sono una tipica prima fase per i nuovi registi, ma anche autori affermati si sono cimentati nella creazione di cortometraggi.
Alcune case di produzione hanno proposto cortometraggi animati all'interno dei cinema. Ad esempio, la Pixar dal 1995 ha prodotto un cortometraggi animati da associare a ciascuno dei suoi lungometraggi durante le proiezioni e, dal 2001 ha prodotti cortometraggi con continuità; quando la Pixar venne acquisita nel 2006 dalla Disney, questa ha ripreso la produzione di cortometraggi animati. La DreamWorks Animationproduce spesso un breve sequel da includere nell'edizione speciale delle versioni video dei film principali; la  Warner Bros. include spesso vecchi cortometraggi nelle versioni DVD dei film classici della casa e, dal 2010 al 2012, ha anche pubblicato nuovi cortometraggi della serie Looney Tunes da proiettare prima dei film per famiglie.
Negli anni duemila, grazie alla sempre più ampia diffusione di tecnologie digitali a basso costo, hanno cominciato a proliferare opere amatoriali di nuovi aspiranti autori, di diverso genere. Tali film possono anche essere distribuiti tramite Internet.

## Caratteristiche
I cortometraggi derivano il loro nome dalla lunghezza della pellicola, a sua volta definita nel linguaggio cinematografico come metraggio, ovvero la lunghezza in metri della pellicola.
Ciò che li differenzia dai lungometraggi è esclusivamente la durata mentre i generi (documentario, commedia, thriller ecc.) sono gli stessi (i primi film della storia erano d'altronde dei cortometraggi e poi, con lo sviluppo dell'arte e della tecnica, si sono potuti realizzare film di durata maggiore).
Convenzionalmente la durata è inferiore ai 15 minuti complessivi o, secondo altre convenzioni, sono definiti come corti quelle pellicola cinematografica con una lunghezza inferiore a 400 metri, corrispondente a una durata di circa 20 o 30 minuti; ci sono altre diverse convenzioni sulla durata, come ad esempio quella adottata dal Festival international du court métrage de Clermont-Ferrand che considera come cortometraggi i film di durata inferiore ai 40 minuti o quella analoga dell'Academy of Motion Picture Arts and Sciences. Per la legislazione italiana i film sono classificati in lungometraggi o cortometraggi se la loro durata è superiore o inferiore a 75 minuti (precedentemente definiva come cortometraggi quei film con durata fino a 52 minuti).
Alcuni cortometraggi rappresentano un filone del cinema di animazione, attraverso cui giovani artisti e cartoonist esprimono varie forme di rappresentazioni e animazioni secondo gli stili più diversi ed innovativi.

## Festival del cortometraggio
- Arcipelago Film Festival
- Bamberger Kurzfilmtage

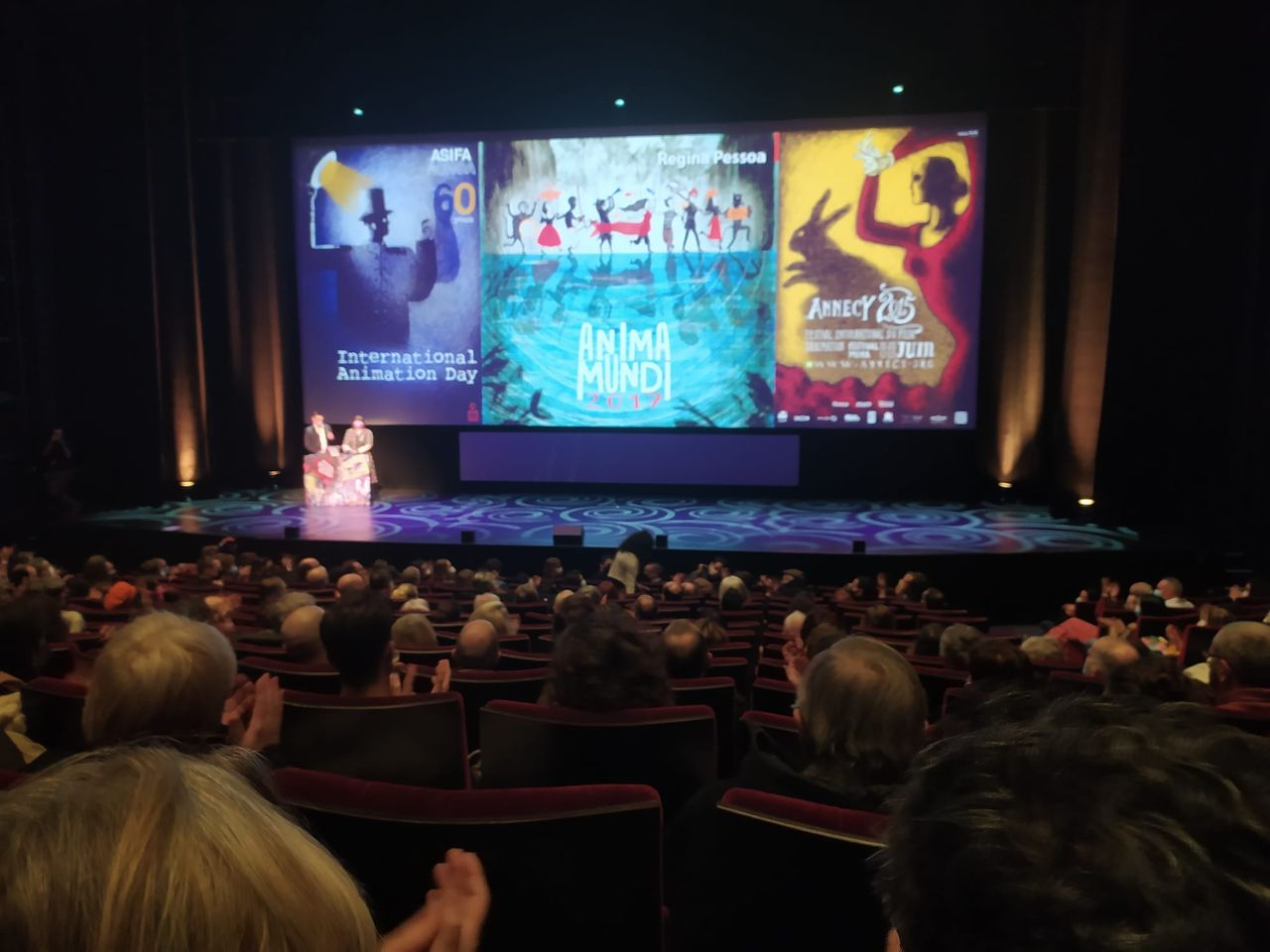
Proiezione di cortometraggi durante il festival del cortometraggio di Clermont-Ferrand

- Circuito Off Venice International Short Film Festival
- Festival international du court métrage de Clermont-Ferrand
- Festival internazionale del cortometraggio di Oberhausen
- Festival internazionale del cortometraggio di Siena
- Fike - International Short Film Festival, in Portogallo
- LA Shorts Fest
- Apollo Film Festival
- Sedicicorto International Film Festival, a Forlì